# 杉永蒲鉾
株式会社杉永蒲鉾（すぎながかまぼこ）は、長崎県長崎市に本社を置くかまぼこやちくわなどの魚肉練り製品を製造・販売する日本の食品メーカー・水産加工品業者である。

## 概要
1960年（昭和35年）、創業者の杉永金生が個人商店として練り製品の製造を始める。当初は築町市場への卸売が主だったが、その後徐々に業容を拡大。1986年（昭和61年）に法人改組を果たす。2014年6月1日より有限会社杉永蒲鉾を株式会社杉永蒲鉾に組織変更。
商品にお魚ステーキ、イワシバーグ、忍者たこ丸君、その他。

## 経営理念
3つの横綱を目指す。
- 味の横綱
- 品質の横綱
- サービスの横綱